# Simalio
Simalio is een geslacht van spinnen uit de  familie van de Clubionidae (struikzakspinnen).

## Soorten
- Simalio aurobindoi Patel & Reddy, 1991
- Simalio biswasi Majumder & Tikader, 1991
- Simalio castaneiceps Simon, 1906
- Simalio lucorum Simon, 1906
- Simalio percomis Simon, 1906
- Simalio petilus Simon, 1897
- Simalio phaeocephalus Simon, 1906
- Simalio rubidus Simon, 1897